# ロブ・ヴァレティニ
ロブ・ヴァレティニ（Rob Valetini、1998年9月3日 - ）は、スーパーラグビー・パシフィックブランビーズに所属するラグビーユニオン選手。

## プロフィール
- オーストラリア・メルボルン出身[1]。
- ポジションはフランカー(FL)、ナンバーエイト(No8)。
- 身長 193cm、体重 113kg
- U20オーストラリア代表に選ばれたことがある[2]。
- オーストラリア代表キャップは34（2023年8月現在）でラグビーワールドカップ2023のオーストラリア代表に選ばれた[3]。

## 略歴
メルボルンライジング、キャンベラ・ヴァイキングズを経て、2018年、ブランビーズに加入。